# Công nữ Ngọc Hoa
Công nữ Ngọc Hoa (chữ Hán: 公女玉華; ?–1645), còn gọi là Ngọc Hoa công chúa (玉華公主), là một công nữ dưới thời các Chúa Nguyễn, được biết đến là con gái nuôi của Chúa Sãi Nguyễn Phúc Nguyên, sau được gả cho Araki Sotaro (Hoang Mộc Tông Thái Lang; 荒木宗太郎) của Nhật Bản, theo nhiều nguồn tài liệu và phân tích của tác giả Thân Trọng Thủy cùng sự tích còn lưu giữ của Nhật Bản.
Câu chuyện về hai người trở thành truyền kì ở Nagasaki.

## Câu chuyện
Hơn 400 năm trước, Hội An là thương cảng sầm uất ở xứ Đàng Trong với các thuyền buôn của nhiều nước đến buôn bán, trao đổi hàng hóa, trong đó có thương thuyền của thương nhân Araki Sotaro. Nhà nghiên cứu văn hóa dân gian Phùng Tấn Đông (Hội An) cho biết: “Trong nhiều thương nhân đến Hội An buôn bán, Araki Sotaro được Chúa Nguyễn Phúc Nguyên có cảm tình và giao cho nhiều trọng trách tại Hội An”. Năm 1619, Chúa Nguyễn Phúc Nguyên đồng ý gả con gái Ngọc Hoa cho Araki Sotaro.
Năm 1620, Ngọc Hoa theo chồng về Nhật. 15 năm sau, Araki Sotaro mất, Ngọc Hoa vẫn tiếp tục làm công việc sổ sách kế toán ở cơ sở kinh doanh của chồng. Bà đã làm hết sức để hỗ trợ cho các thương nhân tại vùng Nagasaki, chủ yếu ở việc thúc đẩy mối quan hệ buôn bán với triều đình nhà Nguyễn. 
Ngọc Hoa sống 26 năm ở Nhật Bản và mất năm 1645, được chôn cất trong Đại Âm tự nằm giữa trung tâm thành phố Nagasaki. Được biết, vào thời Minh Trị, mộ phần của Ngọc Hoa và Akira Sotaro đã được con cháu đời thứ 13 cải táng và mộ phần hiện tại chỉ có đời thứ 3, thứ 12, 13 và 14 (Araki Sotaro là đời thứ 1).
Tập san Đô thành hiếu cổ của người Pháp xuất bản vào năm 1920 có nhắc đến những người Nhật đầu tiên ở Đông Dương, trong đó có đoạn: “Trong số chủ tàu buôn Nhật Bản giao thương với Đông Dương vào thế kỷ 17, đặc biệt ghi nhận hai người trong số họ đã buôn bán với An Nam là Araki Sotaro và Shichirobei Eikechi.”
Trong Nghiên cứu phố Nhật Bản ở Nam Dương, GS Iwao Seiichi từng giới thiệu nội dung một tấm bia, rằng: “Năm 1619, tại một nơi mà hiện nay gọi là Huế, ông (tức Araki Sotaro) gặp gỡ và kết hôn với một người con gái thuộc dòng bên ngoại vua An Nam và được Chúa nhận làm con nuôi. Sotaro trở về nước với cô dâu mới, gây dựng nên một trung tâm thương mại tại Motoshikhui – Machi ở Nagasaki. Có lẽ ông là người Nhật Bản đầu tiên kết hôn với người nước ngoài và trở về Nhật với một công nữ con vua, cho dù chỉ là con nuôi”.

## Xưng vị
Danh vị của Công nữ Ngọc Hoa tại Việt Nam và Nhật Bản không tương đồng. Khi ấy, Chúa Sãi Nguyễn Phúc Nguyên xưng thần với nhà Lê trung hưng, tự xưng Nhân quốc công (仁國公), theo lý thì các con gái đều phải gọi là Công nữ (公女). Tuy nhiên, Chúa Sãi về sau truy tôn làm Vương, cho nên có ý kiến gọi Vương nữ (王女), hay còn gọi thông dụng hơn là Công chúa (公主) .
Đến Nhật Bản, bà được gọi là Wakaku (Vương Gia Cửu; 王加久; わかく) hoặc Wakakutome (Vương Gia Cửu Hộ Mại; 王加久戸売; わかくとめ). Trước cổng nghĩa trang thành phố Nagasaki, chính quyền Nhật Bản đã dựng một tấm bảng lớn ghi tiểu sử ông Araki Sotaro và vợ, trong đó có đoạn ghi: “Vương Gia Cửu, một người con gái bà con bên ngoại của quốc vương An Nam”.
Ngọc Hoa được người dân Nagasaki gọi bằng cái tên thân mật là Anio (アニオーさん). Có một cách diễn giải rằng, đây là một phiên âm của từ A Nương (阿娘), lại có thuyết rằng do bà hay gọi chồng mình bằng anh, dần chuyển âm sang tiếng Nhật. Do thân phận cao quý, bà được gọi một cách cung kính là Anio-hime (アニオー姫). Ngoài ra, bà còn có pháp danh là Diệu Tâm.

## Ảnh hưởng và di sản
Năm 2013, Tổng Thư ký Hội hữu nghị Nagasaki – Việt Nam, Tomioka Tsutomu chia sẻ rằng dấu ấn của Công nữ Ngọc Hoa có thể được nhìn thấy trong ẩm thực của Nagasaki ngày nay, đó là việc bày thức ăn trên một bàn ăn hình tròn màu đỏ với đường kính khoảng 1 m và chiều cao khoảng 30 cm, bởi phần lớn địa phương khác của Nhật Bản dùng bàn ăn hình chữ nhật và sơn màu nâu đen hoặc để mộc. Ngoài ra, người Nhật thường ăn uống theo khẩu phần riêng mỗi bữa ăn, mỗi người một khay với các đĩa nhỏ, nhưng hiện đa phần người dân vùng Nagasaki lại ăn theo kiểu người Việt, tức là thức ăn bày trong các đĩa lớn để mọi người trong mâm cơm tự chọn món mình yêu thích.
Nhà nghiên cứu Phùng Tấn Đông cho biết, theo truyền tụng, Ngọc Hoa còn dạy các điệu múa An Nam cho người Nhật, có công chẩn tế, xây chùa Phật.
Hiện nay, Bảo tàng Lịch sử Văn hóa Nagasaki vẫn lưu giữ chiếc gương soi kiểu Tây của Công nữ Ngọc Hoa.
Ngày 13 tháng 2 năm 2004, tên Công nữ Ngọc Hoa được dùng để đặt tên đường tại phố cổ Hội An. Tuyến đường từ điểm đầu là kênh Chùa Cầu đến ngã ba Hùng Vương – Trần Hưng Đạo ở khu vực quảng trường Sông Hoài (dài 300 m).
Ngày 15 tháng 8 năm 2016, trong khuôn khổ sự kiện giao lưu văn hóa Hội An – Nhật Bản, với sự hỗ trợ của các nhà nghiên cứu văn hóa, lịch sử đến từ tỉnh Nagasaki, lần đầu tiên lễ cưới của Công nữ Ngọc Hoa và  Araki Sotaro đã được tái hiện ở Hội An (Quảng Nam). Dẫn đầu đoàn rước dâu là đội múa rồng của tỉnh Nagasaki, tiếp theo là hai hàng nam thanh nữ tú, nam mặc y phục truyền thống Nhật Bản, nữ mặc y phục truyền thống của người Việt. Công nữ Ngọc Hoa và Araki Sotaro ngồi trên mô hình tàu buôn Nhật thế kỷ 17 được phục dựng chính xác. Hoạt động này vẫn đang được duy trì vào mùa thu hàng năm.
Nghi lễ rước tàu này cũng được người Nhật tái hiện tại lễ hội Okunchi lđược tổ chức ở Nagasaki (từ ngày 7 đến 9 tháng 10). Tại lễ hội, người ta tạo hình một chiếc thuyền buôn với bé trai đóng vai Araki, mặc trang phục truyền thống Yukata và bé gái đóng vai Ngọc Hoa, mặc áo dài Việt Nam, với ý nghĩa con thuyền vượt trùng khơi rồi trở về với một cặp uyên ương.
Năm 2021, dự án opera Công nữ Anio được công bố tại Hà Nội. Đây là dự án thúc đẩy giao lưu, hữu nghị Việt Nam – Nhật Bản thông qua âm nhạc, do Ban điều hành Công nữ Anio (Brain Group, Công ty TNHH Âm nhạc Yamaha Việt Nam, Hiệp hội Xúc tiến giao lưu quốc tế NPO) và Dàn nhạc Giao hưởng Việt Nam phối hợp thực hiện.
Năm 2023, nhân kỷ niệm 50 năm thiết lập quan hệ ngoại giao giữa Việt Nam – Nhật Bản, vở opera Công nữ Anio được công diễn tại Nhà hát Lớn Hà Nội vào ngày 22, 23 và 24 tháng 9, tại Trung tâm Hội nghị tỉnh Hưng Yên vào ngày 27 tháng 9. Vở diễn ra mắt công chúng Nhật Bản tại Hội trường Hitomi Memorial Hall của Trường Đại học nữ sinh Showa (Tokyo) vào tháng 11.
Ban tổ chức kỷ niệm 50 năm thiết lập quan hệ ngoại giao Nhật Bản – Việt Nam ra mắt truyện tranh lịch sử Công nữ Anio – Nàng công nữ vượt biển (phiên bản điện tử) do hoạ sĩ truyện tranh Higashimura Akiko vẽ dựa trên nguyên tác là câu chuyện trong vở opera Công nữ Anio. Truyện cũng được phát hành dưới dạng sách giấy với sự hợp tác của công ty Neo Story (sản xuất bản tiếng Nhật) và Nhà xuất bản Kim Đồng (biên dịch tiếng Việt và xuất bản), nhưng không bán ra thị trường mà phát miễn phí cho các địa phương và cơ sở giáo dục của Nhật Bản và Việt Nam.
Cũng trong dịp này, tác phẩm tranh truyện lịch sử Công nữ Anio ra mắt độc giả vào ngày 23 tháng 9 tại Hà Nội. Đây là dự án hợp tác giữa hai nhà xuất bản Kim Đồng và Kadokawa, với phần nội dung do tác giả Nhật Bản Koshiya Katsuji thực hiện, người thể hiện tranh minh hoạ là hoạ sĩ Lưu Đình Thắng của Việt Nam.
Ngày 18 tháng 9 năm 2024, Dàn nhạc Giao hưởng Việt Nam cùng Ban điều hành Công nữ Anio tiếp tục công diễn kịch vở opera Công nữ Anio tại Nhà hát Tuổi trẻ (Hà Nội).